# Prawa pokrewne
Prawa pokrewne – rodzaj praw własności intelektualnej podobnych do praw autorskich. W polskim prawie reguluje je ustawa z 4 lutego 1994 o prawie autorskim i prawach pokrewnych. Objęcie ochroną tych praw to novum w polskich regulacjach prawa autorskiego.

## Istota praw pokrewnych
Prawa pokrewne chronią głównie interesy podmiotów, dzięki którym utwory są rozpowszechniane, np. wykonawców utworów, producentów fonogramów. Źródłem praw pokrewnych nie jest twórczość autorska. Dlatego, jako uprawnienia dotyczące odmiennego dobra prawnego, prawa pokrewne powstają równolegle do praw autorskich i nie naruszają ich. W konkretnym przypadku wykonywanie praw pokrewnych może się wiązać z koniecznością uzyskania wstępnej zgody podmiotu prawa autorskiego, jeśli łączy się z korzystaniem z chronionych utworów.

## Prawo polskie
Prawa pokrewne to prawa podmiotowe: zbywalne, bezwzględne, powstające obok praw autorskich. Wydaje się, że katalog praw pokrewnych nie jest zamknięty, jednak jest to kwestia sporna w nauce prawa. Polska ustawa wymienia jako prawa pokrewne:
1. prawa do artystycznych wykonań,
2. prawa do fonogramów i wideogramów,
3. prawa do nadań programów,
4. prawa do pierwszych wydań[2],
5. prawa do wydań naukowych i krytycznych[2].

Prawa pokrewne są ograniczone czasowo. Wygasają zasadniczo po upływie:
- 50 lat od:
  - ustalenia artystycznego wykonania (po upływie 50 lat następujących po roku, w którym nastąpiło pierwsze ustalenie wykonania),
  - sporządzenia fonogramu lub wideogramu (po upływie 50 lat następujących po roku, w którym został on sporządzony),
  - pierwszego nadania programu (po upływie 50 lat następujących po roku, w którym nastąpiło pierwsze nadanie programu);
- 30 lat od publikacji wydania naukowego i krytycznego (od jej daty);
- 25 lat od pierwszej publikacji lub rozpowszechnienia (od jego daty).

## Prawo międzynarodowe
Konwencja Rzymska z 26 października 1961 o ochronie artystów wykonawców, producentów fonogramów oraz organizacji nadawczych, a także TRIPS rozszerzają regulacje krajowe na podmioty zagraniczne.